# Disfenocingulum
Em geometria, o disphenocingulum é um dos sólidos de Johnson (J90). É um dos sólidos de Johnson elementares que não surgem de manipulações de "corte e cola" dos sólidos platônicos ou arquimedianos.